# Saint-Sornin (Allier)
Saint-Sornin ist eine französische Gemeinde mit 220 Einwohnern (Stand: 1. Januar 2022) im Département Allier in der Region Auvergne-Rhône-Alpes (vor 2016 Auvergne). Sie gehört zum Kanton Souvigny im Arrondissement Moulins.

## Geografie
Saint-Sornin liegt im Norden der Auvergne in der historischen Provinz Bourbonnais, etwa 37 Kilometer südwestlich des Stadtzentrums von Moulins und etwa 40 Kilometer nordwestlich von Vichy. Umgeben wird Saint-Sornin von den Nachbargemeinden Buxières-les-Mines im Nordwesten und Norden, Rocles im Norden und Osten, Le Montet im Osten, Deux-Chaises im Süden, Chappes im Südwesten sowie Chavenon im Westen.

## Bevölkerungsentwicklung
| Jahr                       | 1962 | 1968 | 1975 | 1982 | 1990 | 1999 | 2006 | 2011 | 2019 |
| -------------------------- | ---- | ---- | ---- | ---- | ---- | ---- | ---- | ---- | ---- |
| Einwohner                  | 410  | 372  | 333  | 282  | 210  | 225  | 222  | 231  | 224  |
| Quellen: Cassini und INSEE |      |      |      |      |      |      |      |      |      |

## Sehenswürdigkeiten
- Kirche St-Saturnin aus dem 14. Jahrhundert
- Schloss Montbillon aus dem 17. Jahrhundert

Siehe auch: Liste der Monuments historiques in Saint-Sornin (Allier)

## Weblinks

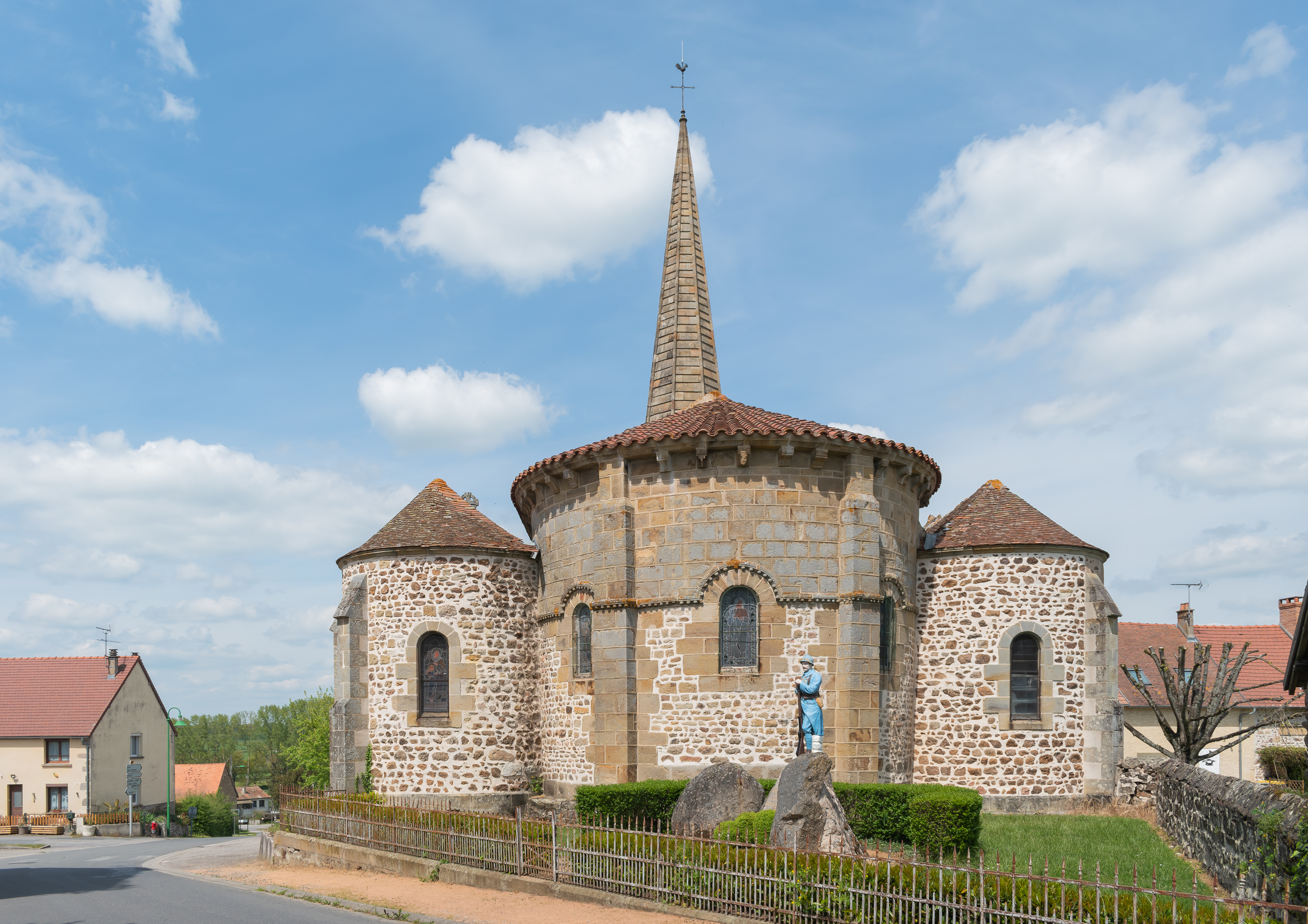
Kirche St-Saturnin